# Reda Boultam
Reda Boultam (Almere, 3 marzo 1998) è un calciatore olandese, centrocampista dell'Olimpia Lubiana.

## Carriera

### Club
È cresciuto calcisticamente nel settore giovanile dell'Almere City prima di trasferirsi a quello dell'Ajax nel 2013.  Ha fatto il suo esordio da professionista con lo Jong Ajax in Eerste Divisie il 27 gennaio 2017, in una gara contro il Den Bosch.
Il 9 luglio 2018 il suo contratto con il club di Amsterdam non è stato rinnovato e di conseguenza si è trasferito a parametro zero alla Cremonese, militante in Serie B. Esordisce ufficialmente con il club lombardo il 5 agosto 2018, in un match di Coppa Italia pareggiato per 3-3 e perso ai tiri di rigore contro il Pisa. Debutta in Serie B la seconda giornata di campionato pareggiata per 2-2 contro il Palermo il 31 agosto 2018. Ha messo a segno la sua prima rete contro il Crotone: subentra a 18 minuti dal termine della gara mettendo a segno il gol che costa il successo per i grigiorossi entrato da appena 20 secondi. Conclude la sua prima annata alla Cremonese con 15 presenze ed una sola rete segnata. La stagione successiva inizia con il fantastico inizio in Coppa Italia del club grigiorosso che per la prima volta riuscirà a superare ben tre turni, arrendendosi solo alla Lazio agli ottavi di finale perdendo per ben 4-0. In Serie B totalizzerà in un anno solamente quattro apparizioni, venendo messo in panchina molteplici volte e spesso non veniva nemmeno convocato.
Dato il poco spazio, il 16 agosto 2020 Boultam sarà ceduto a titolo definitivo alla Triestina. La sua esperienza inizierà nel peggiore dei modi perché l'olandese si fratturerà la clavicola, venendo tenuto fuori dal campo per due mesi interi. Esordirà in Serie C il 31 ottobre 2020 in una gara in trasferta pareggiata per 2-2 contro l'Arezzo. Mette a segno le uniche due reti della sua esperienza nella gara giocata il 19 dicembre contro il Perugia.
Il 1º febbraio 2021 viene ceduto ufficialmente alla Salernitana in prestito con obbligo di riscatto. Dopo circa due mesi senza mai scendere in campo, il 10 aprile 2021 fa il suo esordio con i granata nella gara vinta per 3-0 in casa della Virtus Entella. Per il resto della stagione non avrà più alcun chance di scendere in campo, tant'è che il 12 agosto 2021 verrà ceduto in prestito al Cosenza. Debutta con i calabresi il 22 agosto 2021 contro l'Ascoli. Il suo Cosenza però, a fine stagione, sarà costretto ad affrontare i play-out per la retrocessione in Serie C. Giocherà da titolare la gara d'andata contro il Vicenza persa dai calabresi per 1-0. La gara di ritorno Boultam non sarà convocato ma nel frattempo il suo Cosenza ribalterà i vicentini per 2-0 conquistando la salvezza.
Il 31 agosto 2022 è passato in prestito all'Istra 1961 nella Hrvatska Nogometna Liga. Debutta in campionato l'11 settembre 2022 contro lo Slaven Belupo mettendo già a segno la sua prima rete. La gara successiva, giocata contro l'Hajduk Spalato, mette a segno la sua seconda rete al 64' minuto effettuando un tiro da fuori dall'area di rigore. Da lì la linea realizzativa dell'olandese si ferma totalmente, non andando più a segno per il resto del campionato. Termine la sua stagione con 22 presenze, due reti e due assist prima di ritornare alla Salernitana data la scadenza del prestito. Il giocatore parteciperà al ritiro pre-stagione a Rivisondoli ma verrà ritenuto totalmente ai margini del progetto e verrà presto inserito nella lista dei partenti.
Il 23 agosto 2023 viene ceduto a titolo definitivo all'Olimpia Lubiana, militante nella Prva slovenska nogometna liga, sottoscrivendo un contratto triennale. Debutta con la sua nuova maglia il 3 settembre 2023 subentrando a Nemanja Motika all'86' minuto nella gara esterna vinta per 3-1 contro il Mura.

### Nazionale
Viene convocato per la prima volta dalla Nazionale Under-17 olandese, esordendo in un'amichevole vinta in trasferta contro l'Inghilterra per ben 7-0. La sua nazionale si qualificherà inoltre al Campionato europeo di calcio Under-17 2015, esordendo segnando una rete sempre contro l'Inghilterra.
Ad ottobre 2015 viene convocato per la selezione Under-18, esordendo in un'amichevole vinta per 4-0 in trasferta contro la Serbia.

## Palmarès

### Club

#### Competizioni nazionali
- Eerste Divisie: 1

Jong Ajax: 2017-2018
- Campionato sloveno: 1

Olimpia Lubiana: 2024-2025